# Laurel Mountain, Pennsylvania
Laurel Mountain là một thị trấn thuộc quận Westmoreland, tiểu bang Pennsylvania, Hoa Kỳ. Năm 2010, dân số của thị trấn này là 167 người.